# Epicauta tibialis
Epicauta tibialis is een keversoort uit de familie van oliekevers (Meloidae). De wetenschappelijke naam van de soort werd in 1871 als Cantharis tibialis gepubliceerd door Charles Owen Waterhouse.